# Природний парк «Мала балта Бреїли»
Природний парк «Мала балта Бреїли» (рум. Parcul Natural Balta Mică a Brăilei) — природний парк на південному сході Румунії, на території малої балти (водно-болотяних угідь) в повіті Бреїла. Площа — 17 529 га.
Парк простягається на 62 км вздовж Нижнього Дунаю від мосту між селами Джурджень і Ваду-Оїй до міста Бреїла. В основному, йде мова про сім рукавів Дунаю, намисто 7 островів, на яких є 52 озера.

## Флора
У минулому місцеві тополі і верби були замінені євроамериканськими, які швидше росли і були використані для виробництва целюлози. Втім, було встановлено, що коріння цієї американської тополі не підсилює береги і під час великих повеней ліс забирала вода. Тому місцеві біологи почали відновлювати дунайські ліси. Таким чином, сотні гектарів лісу канадської тополі замінено білою і чорною тополями та вербами. На 2015 рік більше 6000 гектарів парку вкрито лісом.

## Фауна
На території природного парку кубляться, кормляться і відпочивають під час весняної чи осінньої міграції понад 200 видів птахів. Парк лежить на найважливішому міграційному коридорі птахів на майже однаковій відстані між місцями гніздування в Північній Європі та зимівлі в Африці. Понад 170 видів птахів охороняються на міжнародному рівні Бернською, Боннською і Рамсарською конвенціями, що становить половину мігруючих птахів, специфічних для Румунії. Тут водяться 52 % пташиної фауни Румунії. Серед них — орлан-білохвіст, що є найбільшим птахом в Румуні. З-поміж рідкісних птахів є такі, як синя чайка або карликовий баклан.

## Туризм
Адміністрація парку працює над тим, щоб підвищити інтерес туристів і любителів природи до цієї зони. У туристичну та транспортну інфраструктуру вкладаються значні інвестиції.